# HTC G1
Le HTC G1, appelé aussi HTC Dream est le premier smartphone commercialisé avec le système d'exploitation Android de l'entreprise américaine Google (basé sur un noyau Linux). Il est possible de développer ses propres applications et de les publier sur la plate-forme Google Play.
Il est disponible en Amérique du Nord depuis le 22 octobre 2008, depuis novembre 2008 au Royaume-Uni et depuis le 12 mars 2009 en France, où il était distribué par l'opérateur Orange, muni d'un clavier AZERTY. Celui-ci n'ayant qu'un nombre réduit de touches, il faut utiliser des combinaisons de touches pour obtenir tous les caractères nécessaires à l'écriture en français. Cependant, alors qu'il existe à la fois une touche dédiée et une combinaison de touches pour obtenir l'@, il n'est par défaut pas possible d'entrer d'apostrophe ou de guillemets. Il est nécessaire d'activer l'utilisateur root sur le téléphone pour corriger ce problème.
Une mise à jour du firmware (Cupcake / RC31) est disponible sur le site d'orange depuis le mois d'avril/mai 2009, elle apporte un clavier tactile au G1 ainsi que la possibilité d'enregistrer de la vidéo, la gestion de plusieurs langues (car la version actuelle RC30 tourne uniquement en anglais) et son plein de nouveautés.
Plus tard arrive la version 1.6 (Donut). Mais celle-ci n'est pas disponible en France.

## Fonctionnalités
- Téléphonie : SMS, MMS, Mail, VisualVoicemail, Voice Dialer
- Application : Android Market, Gmail, Google Maps, Google Talk, YouTube, IM (Aim, Google Talk, Windows Live, Yahoo! Messenger.)
- Android Market (Exemples d'applications) : Opera Mini, Video Player, RemoteDroid, MySpace, Météo, Barcode Scanner, Flash Light, …
- Écran d'accueil personnalisable (Widgets à la manière de Mac OS X & Windows 7)
- Navigateur web / Recherche Google OneTouch
- Lecteur Audio compatible avec les formats : MP3, M4A (AAC sans DRM), AMR, WMA, MIDI, WAV, OGG Vorbis
- Déverrouillage par dessin tactile (pattern)
- Appareil photo : 3,2 mégapixels avec autofocus

## Caractéristiques générales[3]
- Écran tactile : 3,2" (le système d'exploitation ne gère pas encore le MultiTouch)
- Clavier : QWERTY sous l'écran coulissant et AZERTY si acheté en France
- Navigation : Trackball cliquable, touches de raccourcis en façade (Prendre/passer un appel, Home, précédent, finir un appel/Power), touche volume +/- sur la tranche gauche et touche appareil photo sur la droite.
- Connexion miniUSB (Chargeur secteur/connexion USB 2.0/kit mains libres stéréo/adaptateur Jack 3.5)
- Slot MicroSD : Carte 1 Go incluse (jusqu'à 16 Go)
- autonomie : 6h30 en communication, 319h en veille
- Dimensions : 117,7 × 55,7 × 17,1 mm
- Poids : 158 grammes (avec batterie)

## Caractéristiques techniques
- Réseau : GSM (850/900/1800/1 900 MHz), 3G/3G+ (1700/2 100 MHz)
- Connectivité : Wi-Fi 802.11(b/g), Bluetooth 2.0 + EDR, GPS
- Écran : TFT-LCD 3,2" Tactile Multitouch (320 x 480) HVGA
- Batterie : Lithium-ion 1 150 mAh amovible
- Processeur : Qualcomm MSM7201A à 528 MHz
- Mémoire RAM : 192 Mo
- Mémoire Interne : 256 Mo
- Système d'exploitation : Android 1.0 mis à jour en 1.6 (mise à jour du noyau Linux de 2.6.27 à 2.6.29[4]) et jusqu'en 2.2 avec une ROM non officielle (CyanogenMod 6.1).